# Phalops princeps
Phalops princeps là một loài bọ cánh cứng trong họ Bọ hung (Scarabaeidae).